# Cleveland Eaton
Cleveland Josephus Eaton II (Fairfield (Alabama), 31 augustus 1939 – Birmingham (Alabama), 5 juli 2020) was een Amerikaanse jazz- en funkmuzikant (contrabas, piano, saxofoon, trompet, tuba), arrangeur en componist.

## Biografie
Eaton groeide op in een buitenwijk van Birmingham (Alabama) en speelde begin jaren 1960 in de band van Donald Byrd en Pepper Adams (Hip Entertainment Vol. 1), in 1963 in Chicago met Bobby Gordon (Warm en Sentimental). Tijdens de jaren 1960 was hij lid van het Ramsey Lewis Trio en werkte hij met o.a. Bunky Green, Sonny Cox, Herb Lance, Kenny Burrell, het volgende decennium met Gene Ammons/Dexter Gordon (1970) en Sonny Stitt (1973). Hij speelde ook verschillende, uit de jaren 1970 onder zijn eigen naam (Cleve Eaton and Co.), z.T. aan funk-georiënteerde singles en lp's in voor Ovation Records en Black Jazz Records, waaronder het album Strolling with the Count met muzikanten van de Count Basie-band. Begin jaren 1980 was hij lid van het Count Basie Orchestra. Op het gebied van jazz was hij tussen 1961 en 1995 betrokken bij 84 opnamesessies. In zijn latere jaren trad hij lokaal op in Birmingham.
Hij had acht kinderen.

## Discografie
- 1975: Plenty Good Eaton (Black Jazz Records) met Kenneth Prince, Ernest Johnson, Odell Brown, Morris Jennings, Derf Raheen, Arie Brown, Artee 'Duke' Payne, Edwin Daugherty, John Watson, Steve Galloway, Bobby Christian,  Ed Green
- 1979: Cleveland Eaton and The Garden of Eaton: Keep Love Alive (Ovation Records)
- 1980: Strolling with the Count (Ovation Records) met Pete Minger, Bill Hughes, Dennis Wilson, Eric Dixon, Kenny Hing, Danny Turner, Willie Pickens, Duffy Jackson, Ed Green

- Bibliothèque nationale de France: cb13924659t (data)
- Gemeinsame Normdatei: 135184584
- International Standard Name Identifier: 0000 0000 5513 2845
- Library of Congress Control Number: no91019326
- MusicBrainz: f2676d44-f03b-4cee-9c15-e8f3736da64a
- Système universitaire de documentation: 157035379
- Virtual International Authority File: 10035609
- WorldCat: E39PBJhRDDWqhpBV7JQcHbM773